# Capitaneria generale dello Yucatán
La Capitaneria generale dello Yucatán (spagnolo: Capitanía General de Yucatán) fu un distretto amministrativo della Spagna coloniale, creato nel 1617 per dotare di propria autonomia la penisola dello Yucatán, precedentemente sottoposta alla giurisdizione della Audiencia del Messico.

## Storia
La sua creazione fece parte dell'ultimo flebile tentativo nel XVI secolo degli Asburgo di Spagna di evitare l'arrivo nei Caraibi da parte delle potenze straniere. Questa decisione portò anche alla creazione delle capitanerie di Porto Rico, Cuba e Guatemala. Tramite la fusione dei titoli di capitano generale e governatore dello Yucatán, la provincia acquistò forte autonomia in ambito militare ed amministrativo. A differenza di molte altre zone dell'America Spagnola, nello Yucatán non furono usati i corregidor, preferendo assegnare i loro compiti agli ufficiali subordinati del governatore. La Capitaneria generale era soggetta al controllo del Vicereame della Nuova Spagna, con il viceré che aveva il diritto di controllare il governo della provincia se necessario, e l'Audiencia del Messico che giudicava in appello le cause legali. La provincia e la capitaneria coprivano il territorio occupato oggi dagli stati di Campeche, Quintana Roo, Tabasco, Yucatán e la parte settentrionale di Petén e Belize.
La legge IV ("Que el Governador de Yucatán guarde las ordenes del Virrey de Nueva España") del Titolo I ("De los Terminos, Division, y Agregación de las Governaciones") del Libro V della Recopilación de Leyes de Indias del 1680 riproponeva il decreto reale (real cédula) del 2 novembre 1627 emanato da Filippo IV, e descriveva la natura della relazione tra il governatore dello Yucatán ed il viceré della Nuova Spagna: "Si conviene che governatori e capitani generali della provincia dello Yucatán, eseguano in modo preciso e veloce gli ordini datigli dai viceré della Nuova Spagna. E ordiniamo che i governatori ubbidiscano agli ordini".
Nel 1786, durante le riforme borboniche, la corona spagnola istituì un'intendenza dello Yucatán che gestiva la stessa zona della provincia. L'intendenza aveva il controllo delle finanze militari e governative, e pieni poteri per potenziare l'economia locale.